# 谢毓晋
谢毓晋（1913年8月26日—1983年），男，江苏苏州人，生于北京，中华人民共和国微生物学家、生物制品学家、政治人物，曾任湖北省政协副主席，第五届全国政协委员。